# Uerige Obergärige Hausbrauerei

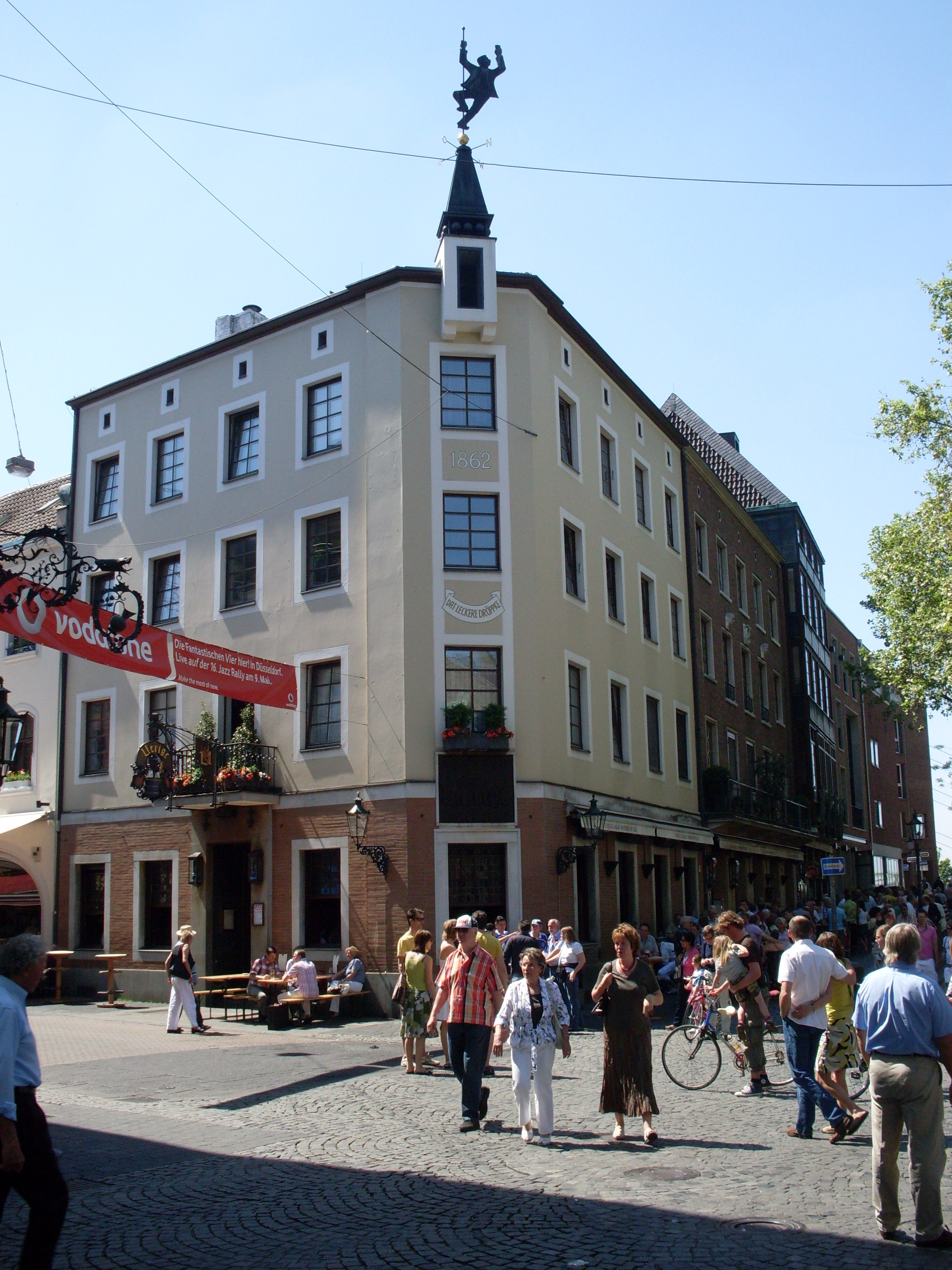
Brauerei Uerige

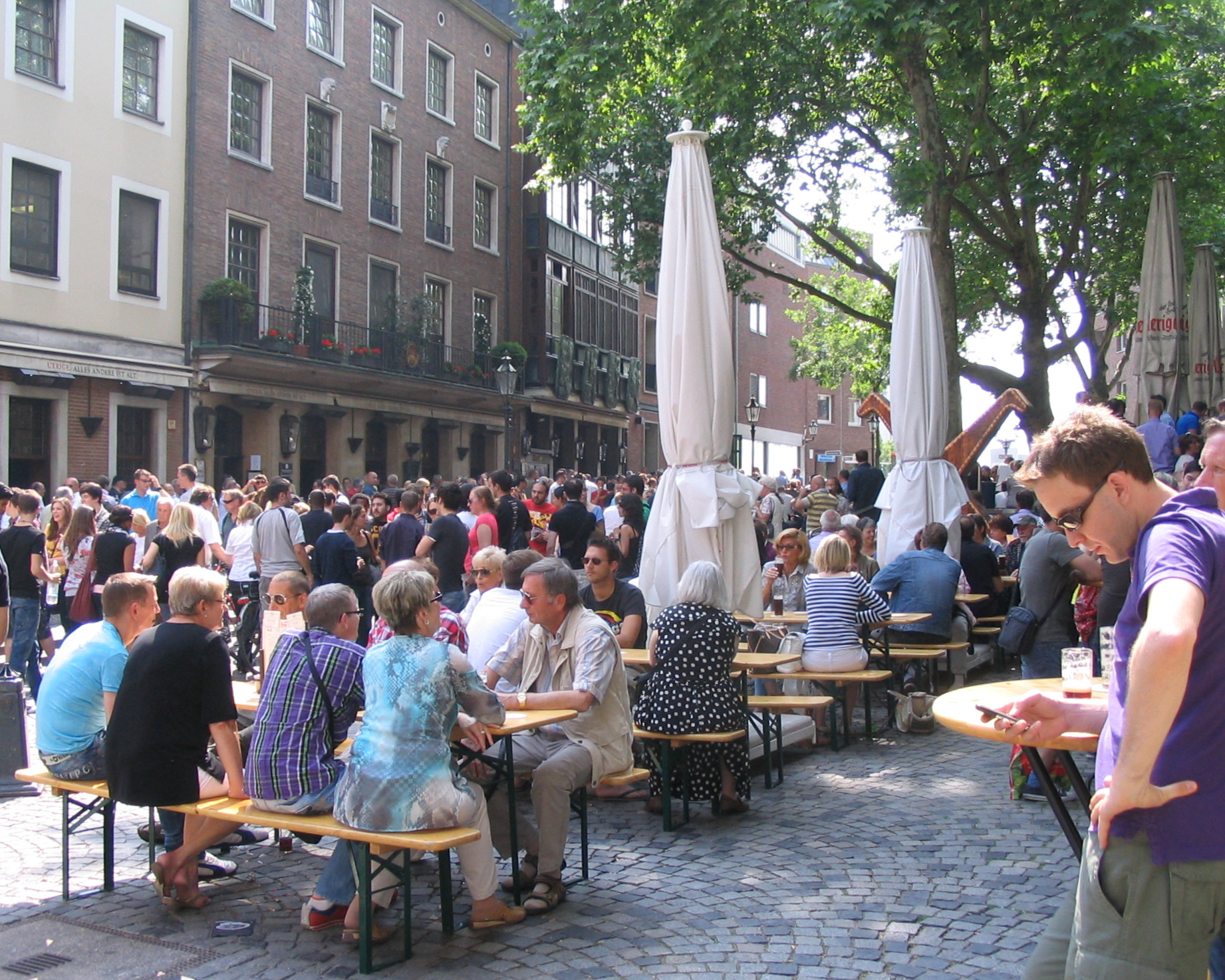
Am Wochenende vor der Brauerei

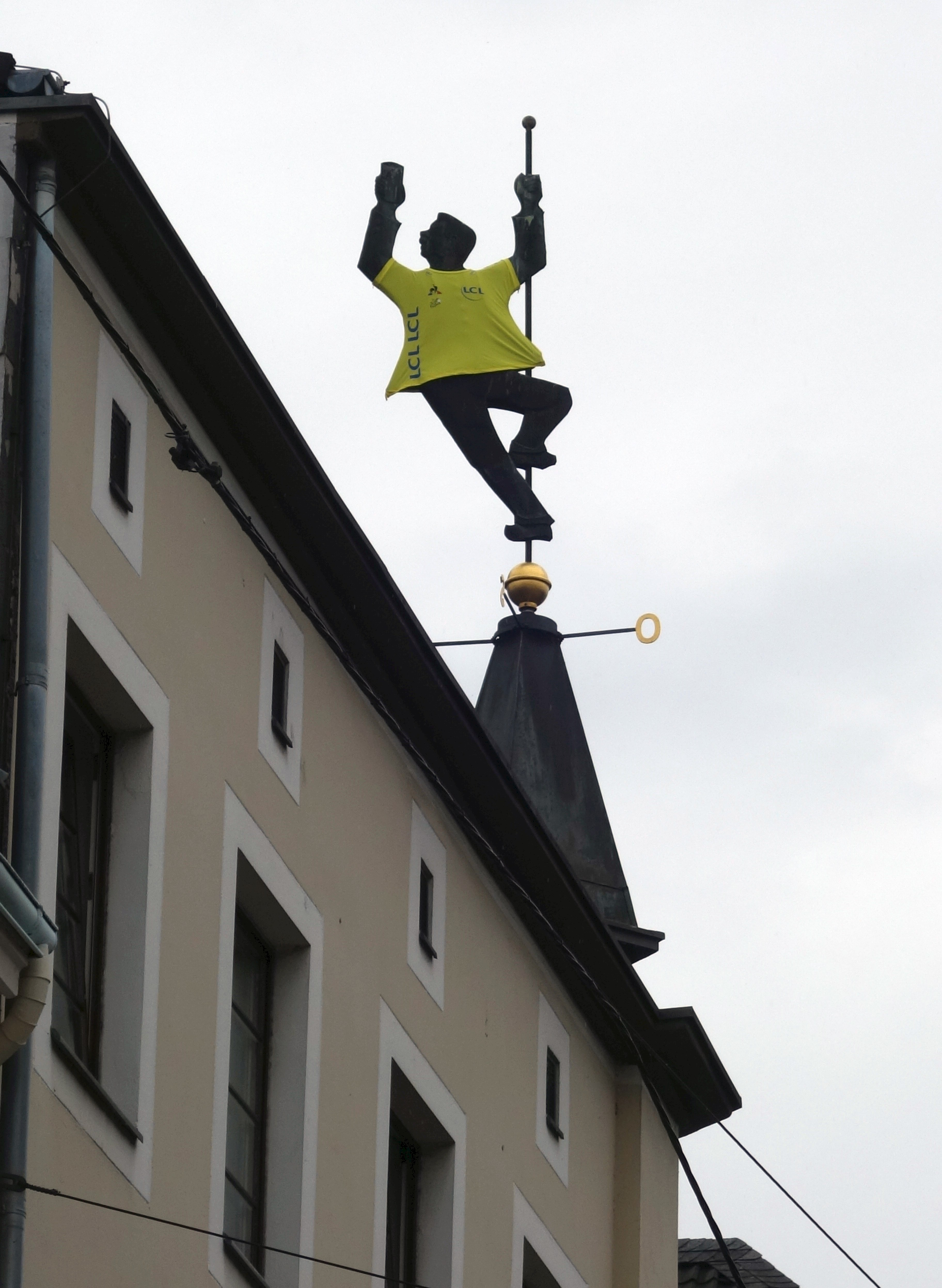
Uerige-Wetterfahne mit gelbem Trikot der Tour de France 2017, Start in Düsseldorf

Uerige ist zugleich der Name des von der Düsseldorfer Uerige Obergärige Hausbrauerei GmbH gebrauten Altbiers und der zugehörigen Gaststätte „Zum Uerige“ in der Düsseldorfer Altstadt, Berger Straße 1, Ecke Rheinstraße. Ein auffälliges Merkmal ist, dass bei schönem Wetter die Altbier trinkenden Gäste zeitweise dicht bis zur gegenüberliegenden Seite der Rheinstraße stehen und bedient werden.

## Geschichte
Die heutige Gaststätte „Zum Uerige“ mit eigenem Brauhaus hatte über die Jahrhunderte bei wechselnden Besitzern verschiedene Namen, wie „Berliner Hof“ oder „Zum Bergischen Hof“. Der heutige Name wird auf Wilhelm Cürten zurückgeführt, der 1862 die Hausbrauerei übernahm. Da dieser ständig schlechte Laune hatte, nannten ihn die Stammgäste im besten Düsseldorfer Platt „uerig“, für „schlecht gelaunt“.
Namen der verschiedenen Besitzer dieses Gebäudes sind bereits seit Anfang des 17. Jahrhunderts überliefert, und zwar: 1632, 1663 und 1720 diverse Mitglieder der Familie Pfeilsticker und 1755 Bertram Kesseler. Bereits zu dieser Zeit bestand eine Gaststätte „Heidelberger Fass“, dieser Name befindet sich noch heute auf einem Schild über dem Eingang. 1783 übernahm der Weinhändler Leonhard Juppen Gaststätte und Haus. Weitere Eigentümer waren 1790 Eheleute Gruben, 1800 Lambert Mertens und 1802 Johann Bender. Unter den Benders konnten Reisende bis mindestens 1819 in dem Gasthaus auch übernachten.
Die Witwe J. Bender modernisierte und erweiterte 1837/38 das Gebäude auf vier Stockwerke. Danach übernahmen, wie bereits angeführt, 1862 Wilhelm Cürten und Anfang des 20. Jahrhunderts Braumeister Jean Keller Haus und Gastwirtschaft. Nach der Zerstörung des Gebäudes im Zweiten Weltkrieg wurde die Gasthofbrauerei wieder aufgebaut. 1951 hatte das Lokal den Namen „Neveean“ und ab 1964 unter dem Besitzer Rudolf Arnold „Brauhaus“. Allerdings blieb es unter diesem für zehn Jahre geschlossen, da Probleme zwischen Eigentümer und den städtischen Behörden wegen Garagenabstellplätzen bestanden. Die Grundstücke Rheinstraße 11 und 9 gehören seit dem Wiederaufbau nach dem Zweiten Weltkrieg zum Eckhaus, die Rheinstraße 7 wurde 1974 hinzu erworben.

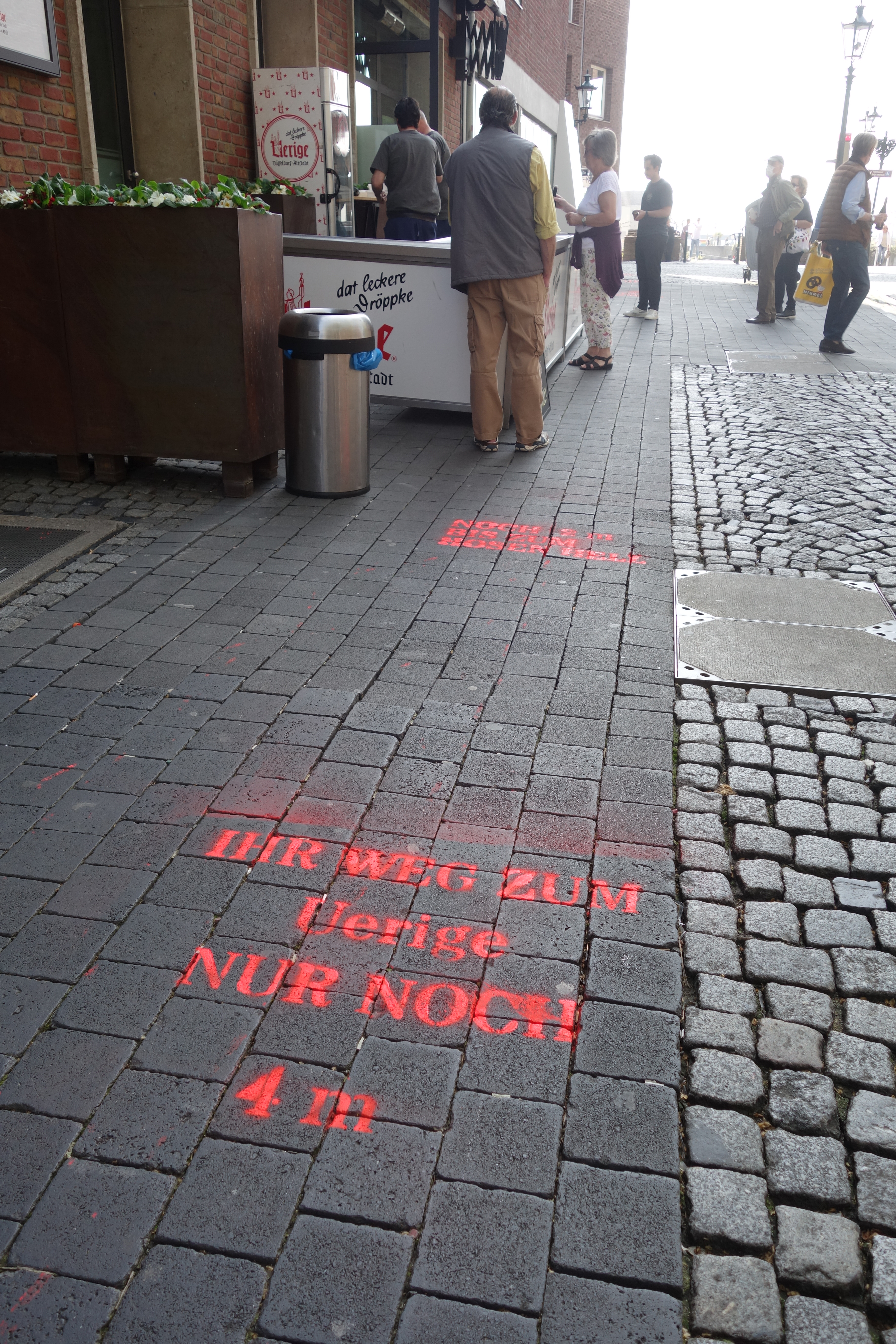
„Ihr Weg zum Uerige nur noch 4 m.“ Erster Tag des Straßenverkaufs während der COVID-19-Pandemie, 17. April 2020

Seit 1976 werden die Brauerei und die Gaststätte von der alten Düsseldorfer Brauerfamilie Schnitzler geführt, die weiterhin das traditionelle obergärige Altbier braut. In den 1950er Jahren wurde das Düsseldorfer Alt noch, unabhängig von der Brauerei, kaum jemals Alt, sondern „Düssel“ genannt. Ein hiesiger Brauer beanspruchte jedoch erfolgreich die Bezeichnung Düssel allein für seine Produkte. Die Rechte liegen heute bei der Großbrauerei Radeberger, die den Namen jedoch nicht mehr verwendet.
Inzwischen ist aus der kleinen Brauerei von Wilhelm Cürten ein moderner Betrieb geworden, der noch immer am ursprünglichen Standort mit moderner Technik braut, abfüllt, lagert und verkauft. Für den Ausbau der Brauerei mit zusätzlichem Platzbedarf wurden ehemalige Nachbarhäuser auf der Rheinstraße übernommen und integriert. „Zum Uerige“ gilt als eine der ältesten Gaststätten Düsseldorfs.
Bis mindestens in die 1980er Jahre herrschte bei den Kellnern der Düsseldorfer Altstadt-Bierlokale, rheinisch Köbesse genannt, noch ein recht rauer Umgangston mit den Gästen, insbesondere den auswärtigen Besuchern war die darin verborgene Herzlichkeit nicht immer erkenntlich. 1968 heißt es in einem Lokalführer: „Das Altbier kostet 40 Pfennig. Der Köbes kassiert 5 Pfennig für die Bedienung. Der Gast kassiert einen Stoß ins Genick, wenn er dauernd im Weg steht. Wenn Sie per Zufall dort einen Platz finden, dann kommen Sie in den nächsten fünf Stunden nicht mehr aus dem Staunen und aus dem Uerigen heraus.“ So sehr viel scheint sich jedoch nicht geändert zu haben, denn auch 2011 zählt ein Besuch noch zu den Dingen, die man in Düsseldorf erlebt haben muss, wenn man anstelle eines Altbiers im Uerige eine Bestellung für eine Cola, am besten Light, aufgibt: „Wer das Abenteuer nicht so liebt, der nimmt zum Uerige-Besuch am besten jemanden mit, der sich dann eine Cola bestellt. Da kann man sich dann zurücklehnen und schauen, wie der andere das Abenteuer übersteht“.
Es war früher üblich, dem Köbes ein Glas Bier zu spendieren, das der auf dem Tisch des einladenden Gastes stehen ließ und im Vorbeikommen dort nachprüfbar austrank. Im Laufe des Abends nahm die „Herzlichkeit“ der Köbesse entsprechend dem Bierkonsum zu. Schadenfrohe Heiterkeit bei den Gästen und zufälligen Passanten erweckte, oft zu vorgerückter Stunde, der Anstich des kleinen, auf der Theke aufgestellten Altbierfasses, wenn der Köbes den Zapfhahn nicht schnell genug eingeschlagen bekam und der Gerstensaft in hohem Bogen gegen den Akteur und durch das zur Rheinstraße hin geöffnete Schankzimmer schoss. Erschreckend war auch, wenn der Köbes das volle Holzfass unter lautem Krachen hochkant, also über die Fassböden hinweg, mitten durch die meist dicht gedrängt stehenden Gäste rollte. Seit 2023 wird das Bier aus dem Abfüllraum mit den drei 4000-Liter-Tanks nicht mehr zum Ausschank in Fässer gefüllt, sondern direkt in den Hahn einer Fassattrappe.
Das im Uerige hergestellte Altbier ist im städtischen Vergleich eher hell (Altbier ist im Allgemeinen dunkler) und im Geschmack sehr würzig und herb. Es wird in eigenen Brauereilokalen an der sogenannten Schwemme, dem rheinischen Ausschank, in diversen Gastronomien wie auch in Ladengeschäften angeboten. Das Uerige ist eine der wenigen verbliebenen unabhängigen Brauereien Düsseldorfs. Der Jahresausstoß betrug 2006 20.000 Hektoliter.

## Gedenktafel

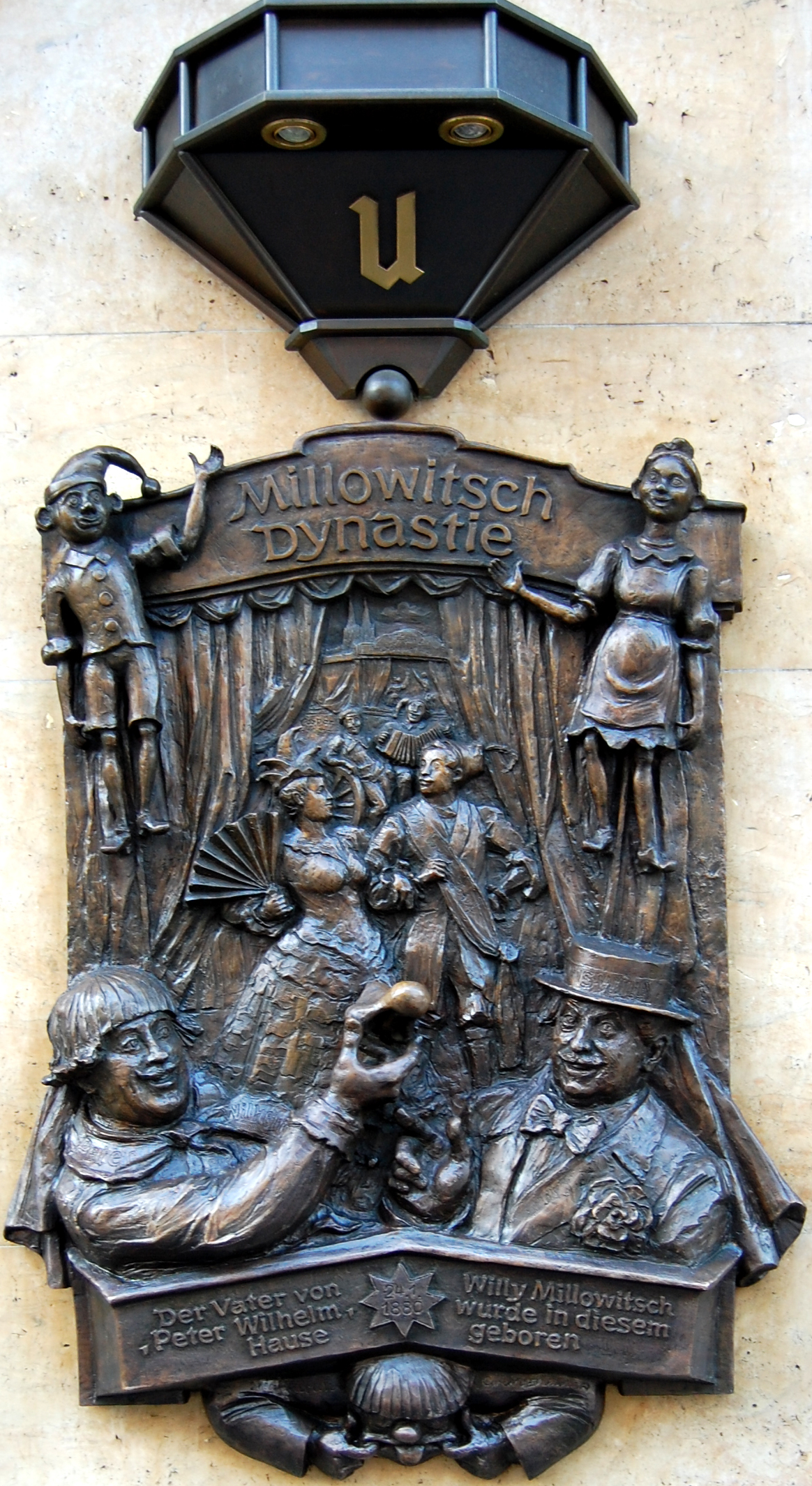
Gedenktafel: Willy Millowitsch

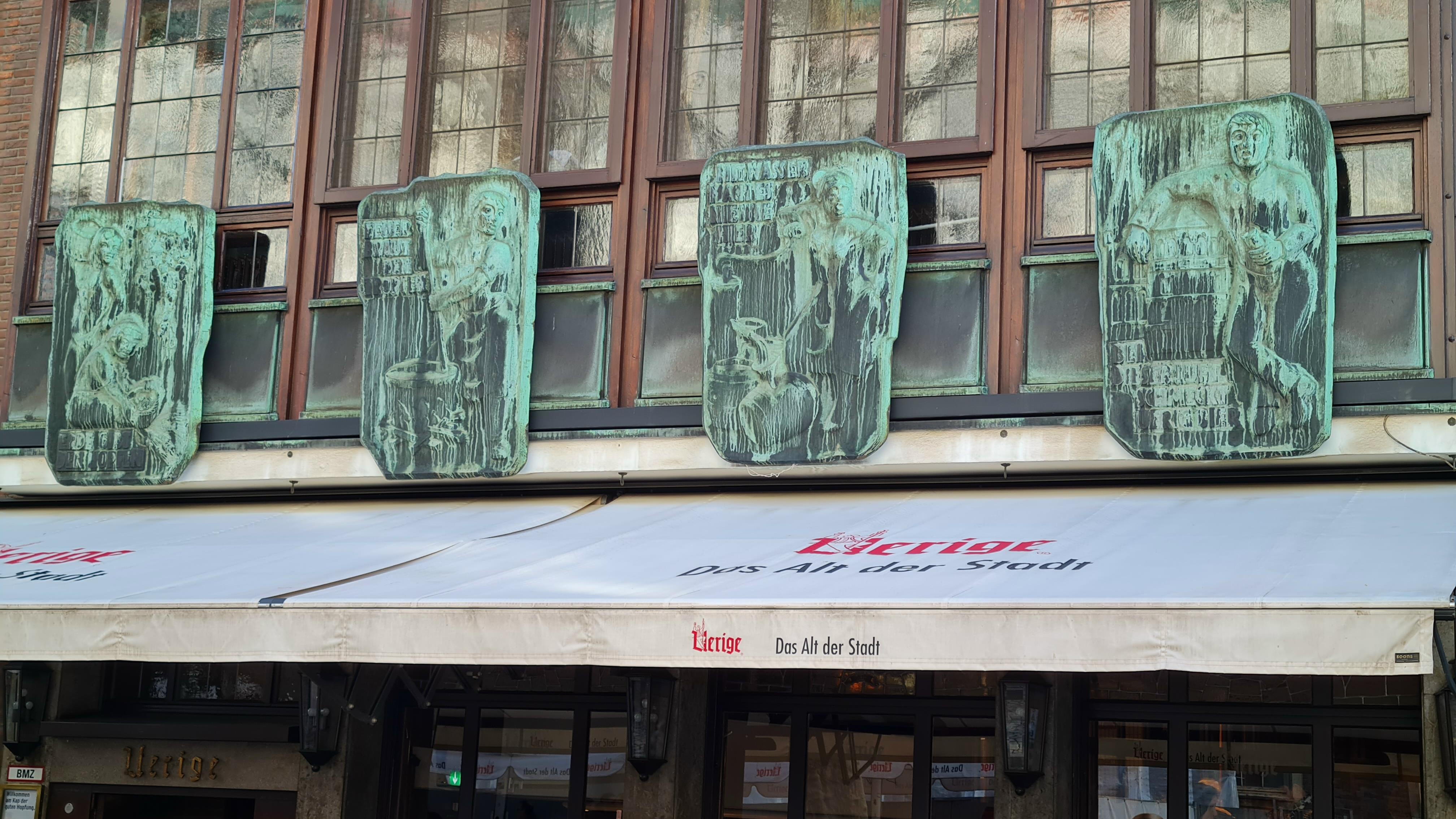
Vier Reliefs an der Fassade des Uerige an der Rheinstraße

Die im Jahr 2000 vom Bildhauer und Pankok-Meisterschüler Ulrich Grenzheuser (* 1934) gestaltete Gedenktafel für Willy Millowitsch im Uerige weist darauf hin, dass dessen Vater Peter Wilhelm Millowitsch am 24. Januar 1880 im Stammhaus des Uerige Bieres geboren wurde. Die Mutter Käthe, geborene Planck, stammte aus Wien. Die Wurzeln des Kölner Volksschauspielers Willy Millowitsch führen somit nach Düsseldorf und Wien.
An der Fassade des Brauhauses an der Rheinstraße befinden sich seit 1953 Kupfer-Reliefs des Bildhauers Walter Schmieg (1905–1982), die vier Elemente darstellend: „Erde gibt den Hopfen“ (1), „Feuer braut den Tropfen“ (2), „Mit Wasser mach es nie wie hier“ (3), „Bei dieser Luft schmeckt Uerig Bier“ (4). Schmieg fertigte um 1960 auch die Wetterfahne mit der Turmfigur des fröhlichen Wirtes, der den Passanten zuprostet. Über den Glasfenstern des Backsteingebäudes befinden sich als Keilsteine die Büsten des ehemaligen Eigentümers Rudolf Arnold und seiner Frau Hilde, dazwischen eine Kartusche mit den Initialen des Braumeisters, sie nennt die Jahreszahl 1937.

## Brauhaus
Die Gaststätte im Uerige-Brauhaus in der Berger Straße besteht aus mehreren Räumen. Darunter einem aus der Gaststätte einsehbaren Sudhaus mit großen kupfernen Würzepfannen, die allerdings nur noch als Verkleidung der modernen Edelstahl-Kessel dienen. Durch den Zukauf benachbarter Häuser, in denen sich früher die Lokale „en de Wichsdos“ und „Tante Olga“ befanden, wurde mit einem Neubau mit zwei hochwassersicheren Kellergeschossen Platz für Gärbecken, eine Filteranlage für das junge Bier, Fließbänder fürs Reinigen und zum Abfüllen der Fässer geschaffen. Im Erdgeschoss befindet sich eine Anlage zum Füllen der Flaschen.

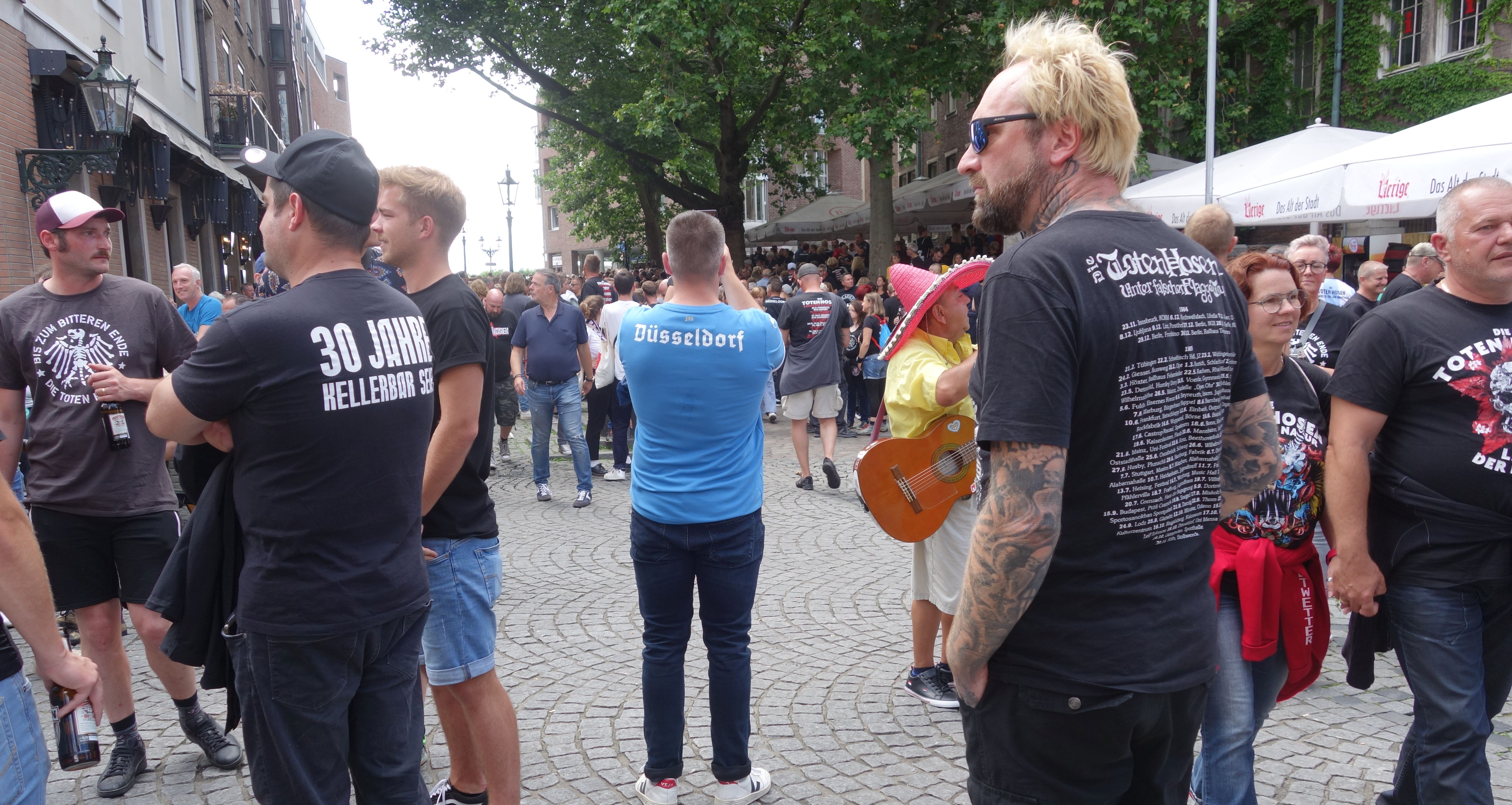
Traditionelles Treffen vor dem Uerige, jeweils am Vortag des Auftritts der Toten Hosen in Düsseldorf (24. Juni 2022)

Seit einigen Jahren sind nicht nur längs des Lokals auf der zum Rhein führenden Straße Stehtische aufgestellt, sondern auch auf der erhöhten, gegenüberliegenden Straßenseite, zusammen mit Biergartenbänken. Da der Köbes auch auf dem dazwischenliegenden Fahrdamm serviert, ist bei Hochbetrieb selbst für Passanten oft kaum ein Durchkommen.
Neben dem Stammhaus gab es drei „Uerige Treffs“: in Düsseldorf in der Carsch-Haus-Passage, in der Altstadt von Mülheim an der Ruhr (seit 2020 geschlossen) und in Oberhausen, das als einziges noch besteht.

## Produkte
- Uerige: obergäriges Altbier, bernsteinfarben, sehr malzig-süß, aber gleichzeitig eines der Biere (nach Brauereiangaben: das Bier) mit den deutschlandweit höchsten Hopfenbitterwerten. Alkoholgehalt 4,7 % Vol.
- Hosen Hell, die Biermarke der Düsseldorfer Punkrockband Die Toten Hosen.
- Uerige nicht filtriert: im Gegensatz zur auch offen ausgeschenkten Hausmarke wird dieses ohne Filtration abgefüllt und ist nur als Flaschenbier erhältlich.
- Ueriges Weizen: ein helles Hefeweizen mit einem Alkoholgehalt von 4,7 % Vol. Ist nicht mehr erhältlich.
- Uerige Sticke: eine stärkere Variante des Altbiers mit einem Alkoholgehalt von 6 % Vol., die nur zweimal im Jahr – jeweils am 3. Dienstag im Januar und Oktober – in begrenzten Mengen hergestellt wird.
- Uerige Doppelsticke: ein nochmals stärker eingebrautes Alt, das ursprünglich speziell für den Export in die USA hergestellt wurde. Alkoholgehalt 8,5 % Vol.
- Uerige Stickum: Ein 42-prozentiger Brand aus dem Starkbier Uerige Sticke oder Uerige Doppelsticke. Dieser wird aber aus Tradition nicht im Stammhaus verkauft. Ein Schild im Innenhof erklärt: „Schnapsgenuss ist hier untersagt – er stört ihre Gesundheit und mein Geschäft. Der Wirt.“
- Uerige Stickum plus: Ein 45-prozentiger Brand aus dem Starkbier Uerige Sticke oder Uerige Doppelsticke, der ein Jahr in Eichenfässern gelagert wird.
- Uerige original Holunder Fassbrause, eine gebraute Holunderlimonade (erstmals 2011).
- Uerige Baas: Ein drei Jahre gelagerter Single-Malt-Whiskey mit 42,5 % Vol.
- Uerige Doppelsticke edition 1862: Eine ein halbes Jahr gebraute und ein Jahr in Whiskeyfässer gelagerte Edition zum 150-jährigen Jubiläum (Dezember 2012), Auflage 150 Flaschen. Alkoholgehalt 12,4 % Vol.[13]
- Uerige original Rhabarber Fassbrause, eine gebraute Rhabarberlimonade
- Uerige alkoholfrei (seit Ende 2021)

## Markenstrategie
Die Marke Uerige gilt als typisch für Düsseldorf. Sie wird lediglich und ganz gezielt regional vermarktet und beworben.
Regulär erhältlich sind die Produkte folglich auch nur in der Hausbrauerei sowie wenigen Gaststätten und Getränkemärkten im Großraum Düsseldorf. Im restlichen Deutschland gibt es sie nur in einigen auf Bier spezialisierten Getränkehandlungen in Ballungsräumen, ein aktiver expansiver Vertrieb außerhalb der Heimatregion erfolgt herstellerseitig nicht.
Offizieller Werbeslogan der Marke ist „dat leckere Dröppke“ (das leckere Tröpfchen).

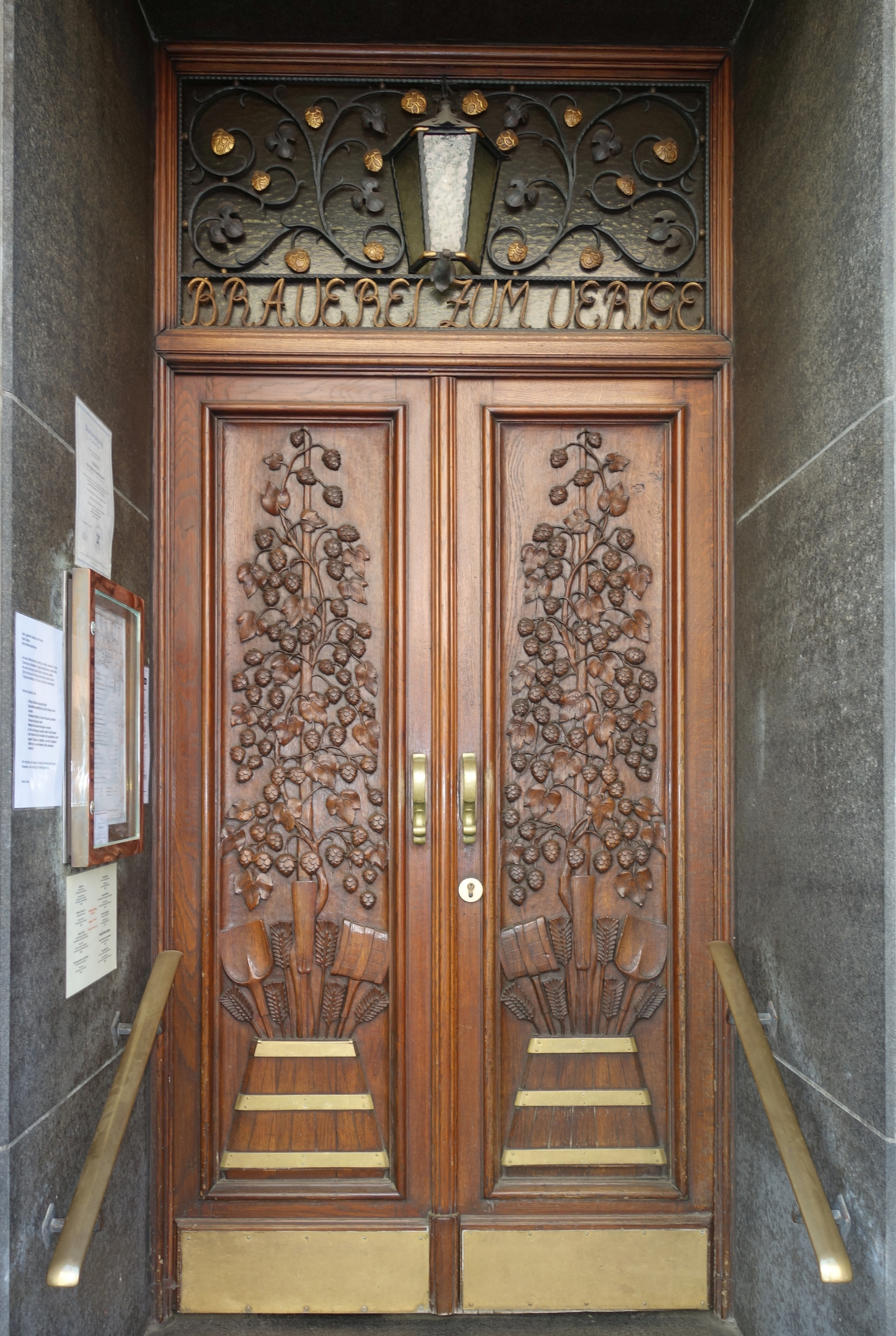
Haupteingangstür, Berger Straße
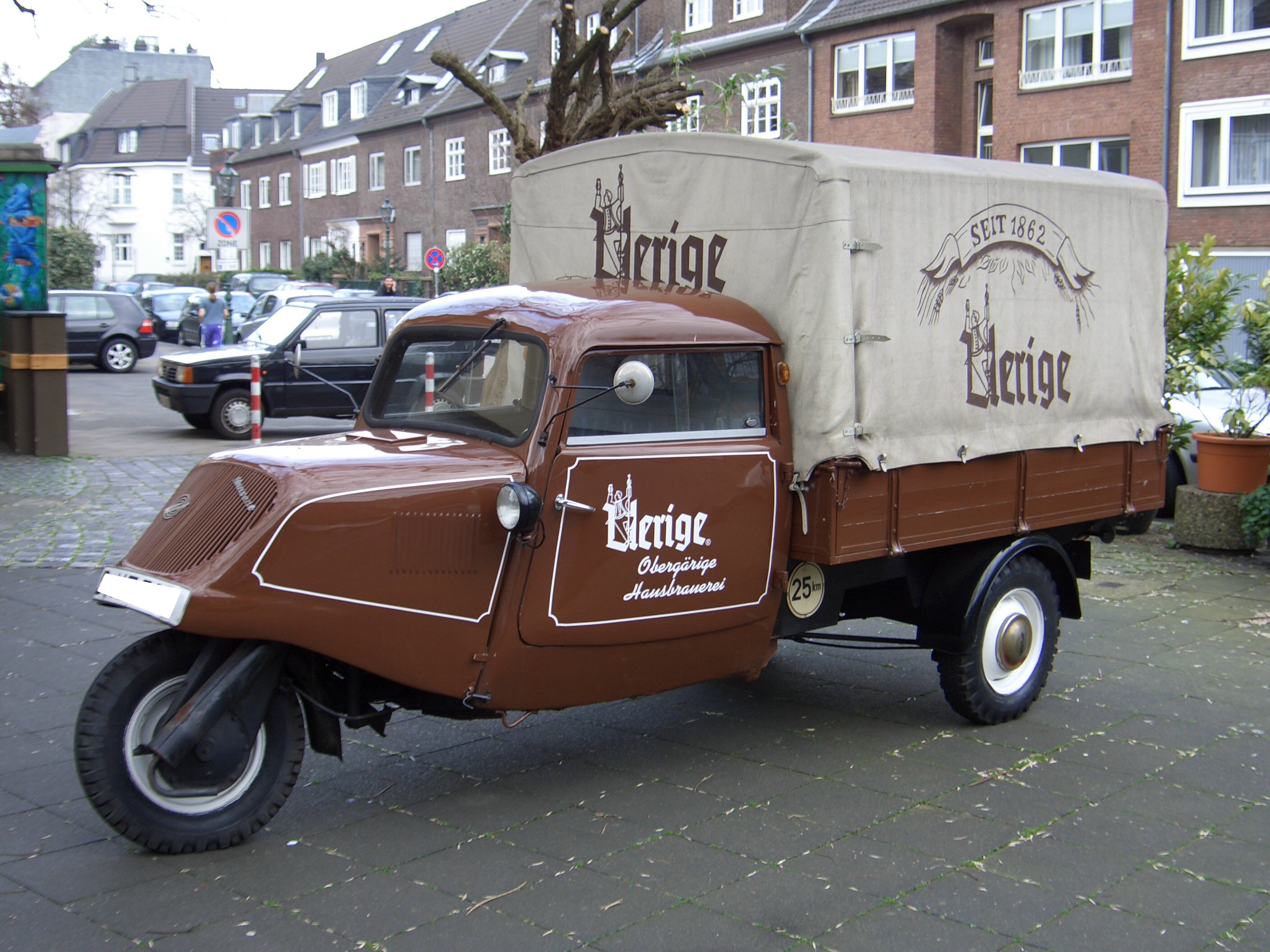
Historischer Dreirad-Lieferwagen des Uerige (aufgenommen 2005)
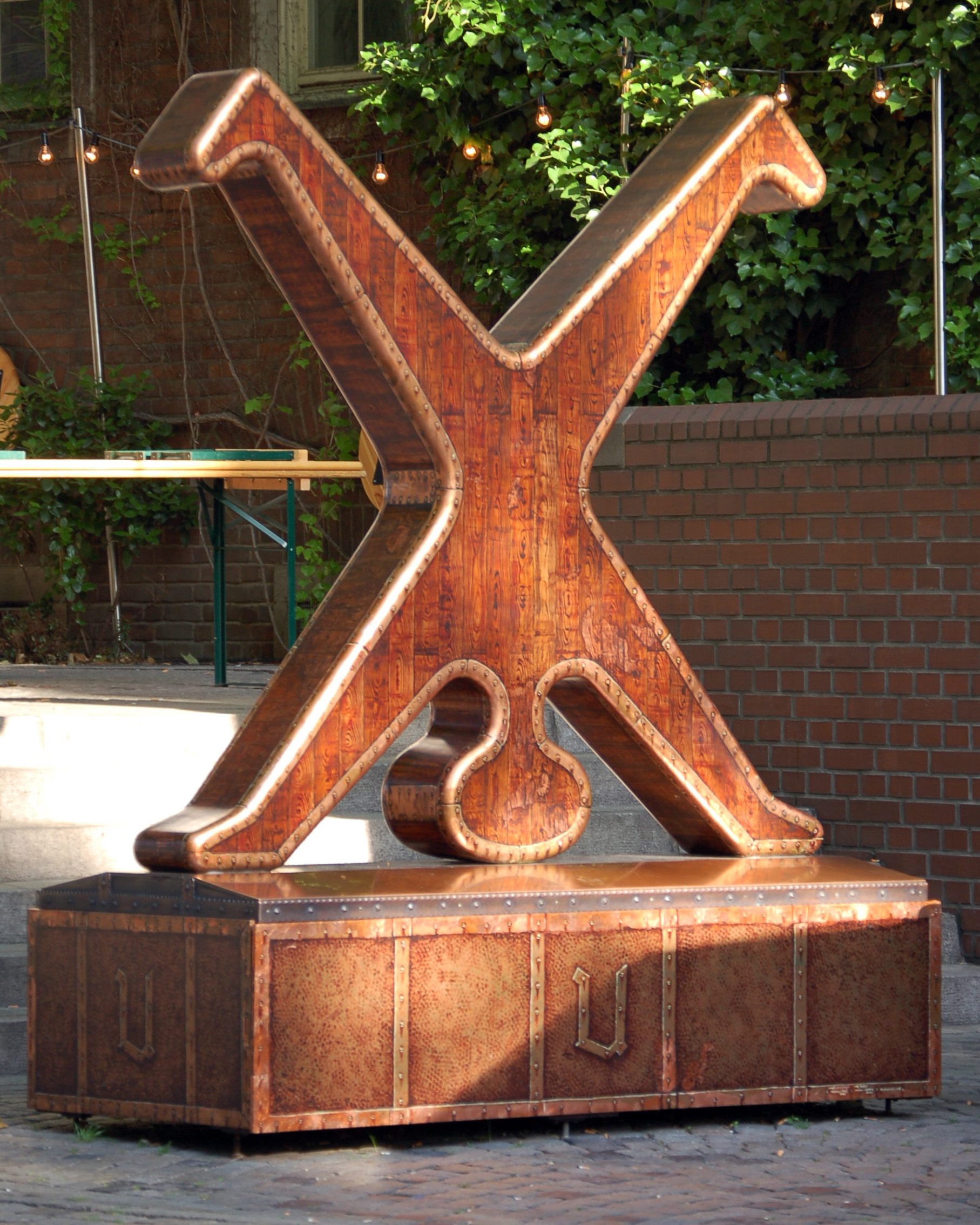
Düsseldorfer Radschläger vor dem Ausschank
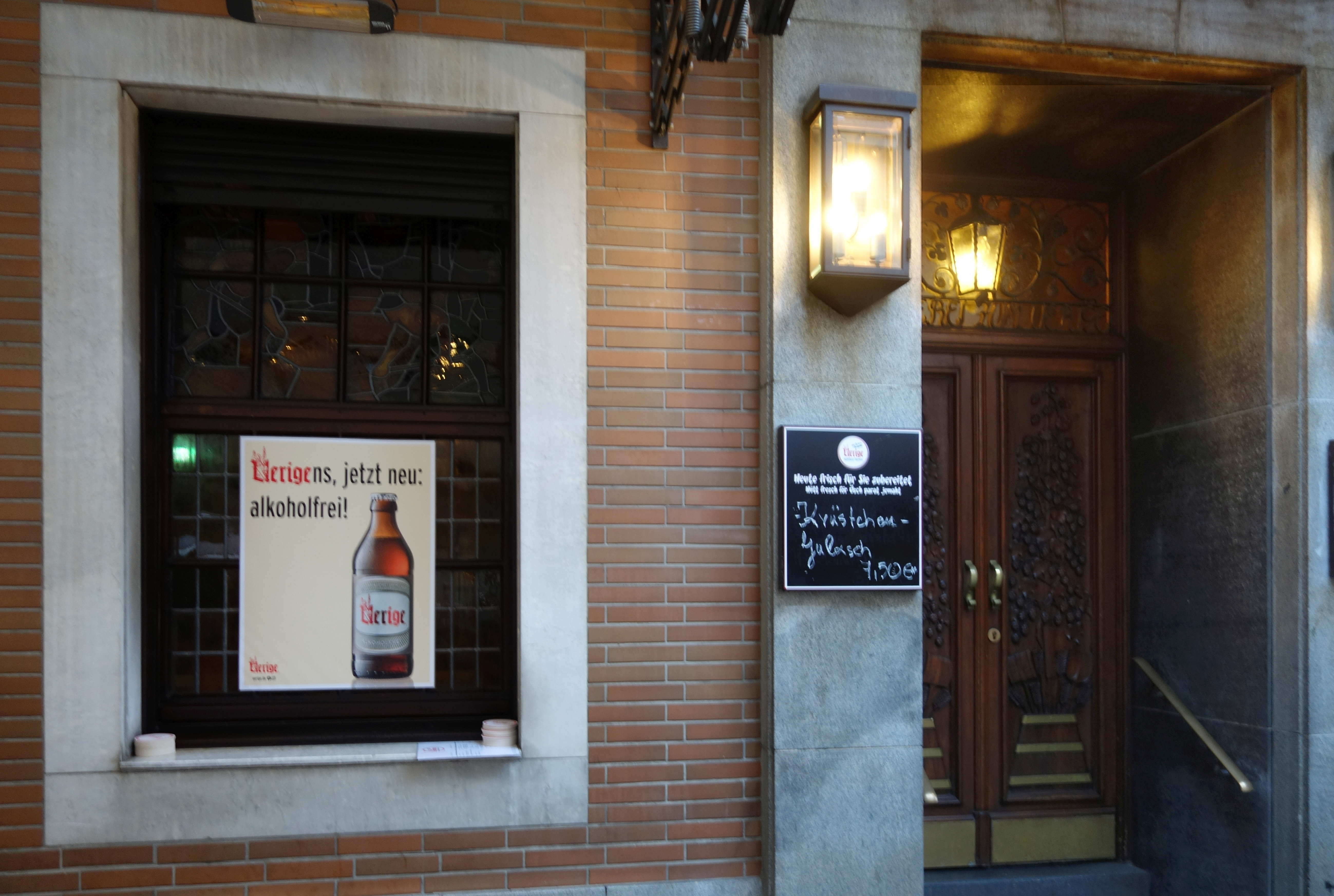
„Uerigens, jetzt neu: alkoholfrei!“ (November 2021)